# Centro de Arte Dos de Mayo
El Centro de Arte Dos de Mayo (CA2M) és un museu espanyol d'art del segle XX i contemporani, amb seu a Móstoles.
Compta en els seus fons amb unes 1500 obres pertanyents a la col·lecció d'Art Contemporani de la Comunitat de Madrid i unes 300 derivades de la col·lecció ARCO. A més de l'organització d'exposicions, també duu a terme un ampli programa d'activitats que intenta apropar el públic a la institució, sent aquest un dels aspectes més representatius d'aquest centre.
Està situat al cor de Móstoles, allunyat del Triangle de l'Art de Madrid, que inclou el Prado, el Thyssen-Bornemisza i el Museu Nacional Centre d'Art Reina Sofia.
L'edifici es va aixecar sobre una antiga construcció tradicional, La Casona, amb una superfície total de 5.886 m², inclou sales d'exposicions, saló d'actes, bar, tenda, mediateca i terrassa utilitzada per a activitats a l'aire lliure. A més, derivat del seu caràcter expositiu, posseeix espais administratius, magatzems i sales de recerca.

## Col·leccions
A més d'acollir la col·lecció d'Art Contemporani de la Comunitat de Madrid, és la seu utilitzada per conservar la col·lecció ARCO, que fins al 2013 era emmagatzemada al Centro Galego de Arte Contemporánea de Santiago de Compostel·la.
Aquesta col·lecció deriva de la creació en 1987 de la Fundació ARCO, que al llarg d'aquests anys ha aconseguit atresorar unes 300 obres realitzades per 224 artistes de renom nacional i internacional. Després de ser acollida durant 18 anys a Santiago de Compostel·la, es va decidir traslladar finalment a la seu del CA2M, que presentaria públicament parteix de la col·lecció en una exposició comissariada per Estrella de Diego inaugurada a l'octubre de 2014.

## Missió
El CA2M presta una gran atenció a propostes actuals, tractant d'apropar al públic l'art contemporani mitjançant exposicions, activitats, propostes educatives, publicacions, xarxes socials...
Dins d'aquest interès, presten una atenció especial a la interdisciplinarietat, mostrant no només treballs abarcables en l'àmbit de les arts visuals, si no també en l'àmbit del cinema, la música, el disseny o les arts escèniques.
Exemple d'aquesta interdisciplinarietat, al març de 2015, es va inaugurar l'exposició "PUNK. Els seus rastres en l'art contemporani" tractant d'estudiar la influència que el moviment Punk va tenir en l'art contemporani.